# 秦野丹沢スマートインターチェンジ
秦野丹沢スマートインターチェンジ（はだのたんざわスマートインターチェンジ）は、神奈川県秦野市にある新東名高速道路のスマートインターチェンジ（スマートIC）である。秦野丹沢サービスエリア（はだのたんざわサービスエリア）が併設される計画であり、2022年（令和4年）4月16日にSAより先行してスマートICの供用が開始された。

## 概要
利用可能車種はETC搭載の全車種（長さ12 m以下）で24時間運用、上下線ともに出入が可能である。
秦野市は、当スマートICの整備により産業基盤の強化や観光資源を活用した地域活性化などさまざまな効果が期待されるとしている。

### 道路
- E1A 新東名高速道路（3-1番）

### 接続する道路
- 直接連絡
  - 秦野市道横野3号線[2]
- 間接連絡
  - 神奈川県道705号堀山下秦野停車場線

## 歴史
- 2015年（平成27年）6月30日 : スマートICの連結許可[1]。
- 2021年（令和3年）4月21日 : 秦野市が秦野丹沢サービスエリアとの名称素案を公開[3]。
- 2021年（令和3年）10月6日 : 当SAの名称が「秦野SA（仮称）」から「秦野丹沢SA」に、当SAに併設のスマートICの名称が「秦野SAスマートIC（仮称）」から「秦野丹沢スマートIC」にそれぞれ正式決定[4]。
- 2022年（令和4年）4月16日 : 伊勢原大山IC - 新秦野IC間開通に伴い、スマートICが供用開始[5]。
- 2028年（令和10年）サービスエリア部分が開業予定[6]。

## サービスエリアの概要
サービスエリアは上下線ともに6.6ヘクタール規模で計画され、現段階では次のように予定されている。

### 上り線（東京方面）
- 駐車場 250台程度
- 商業施設
- トイレ
- ガソリンスタンド
- ぷらっとパーク

### 下り線（名古屋方面）
- 駐車場 350台程度
- 商業施設
- トイレ
- ガソリンスタンド
- ぷらっとパーク

## 隣
E1A 新東名高速道路
（3）伊勢原大山IC - （3-1）秦野丹沢SA/SIC（SAは事業中）- （4）新秦野IC